# Callimetopus illecebrosus
Callimetopus illecebrosus là một loài bọ cánh cứng trong họ Cerambycidae.